# Mandjang
Mandjang est un rythme musical du peuple Bassa  qui porte le nom de l'instrument utilisé, le xylophone communément appelé balafon ou encore mandjang en langue Bassa. 

## Balafons
Le balafon est un xylophone ayant un support en bois ou en bambou, au-dessus duquel sont disposées des calebasses de taille croissante qui servent de résonateurs.